# Lloyd Corrigan
Lloyd Corrigan (* 16. Oktober 1900 in San Francisco, Kalifornien; † 5. November 1969 in Woodland Hills, Kalifornien) war ein US-amerikanischer Schauspieler, Filmregisseur und Drehbuchautor.

## Leben und Karriere
Corrigan wurde als Sohn der damals bekannten Schauspieler Lillian Elliott (1874–1959) und James Corrigan (1867–1929) geboren. 1922 schloss er sein Studium im Studiengang Theater an der University of California (Berkeley) ab.
Lloyd Corrigan machte Mitte der 1920er-Jahre seinen Einstieg in das Filmgeschäft zunächst als Drehbuchautor, gelegentlich spielte er in dieser Zeit bereits kleine Rollen in Stummfilmen. Er schrieb unter anderem Gags für Stummfilmkomödien mit Raymond Griffith und Bebe Daniels. Zwischen 1928 und 1930 war er an den Drehbüchern von drei „Fu Manchu“-Filmen mit Warner Oland in der Hauptrolle beteiligt. In dieser Zeit wurde ihm der Wechsel ins Regiefach angeboten und so inszenierte er zwischen 1930 und 1937 insgesamt 13 Filme, überwiegend B-Movies. Er arbeitete in verschiedenen Genres, zu seinen Filmen zählen Kriminalkomödien wie Murder on a Honeymoon (1935) mit Edna May Oliver als ermittelnder Detektivin, Musicals wie Tanzende Piraten (1936) und auch Horrorthriller wie Night Key (1937) mit Boris Karloff. Mit Daughter of the Dragon (1931), mit Anna May Wong und Warner Oland in den Hauptrollen, inszenierte er auch einen weiteren Fu-Manchu-Film als Regisseur. Der Kurzfilm La Cucaracha (1934) unter Corrigans Regie gewann den Oscar in der Kategorie Beste Kurzfilm-Komödie und gilt als erster Spielfilm der Filmgeschichte, der vollständig im 3-Farben-System von Technicolor realisiert wurde. Neben seinen Filmen als Regisseur war er als Drehbuchautor an insgesamt über 25 Filmproduktionen beteiligt.
Ende der 1930er-Jahre wechselte Corrigan erneut sein Metier innerhalb des Filmgeschäfts und wurde ganz Schauspieler. Klein, rundlich und nie wirklich jung wirkend, wurde Corrigan meistens auf komödiantische Nebenrollen gebucht, in denen er überwiegend joviale und liebenswürdige, etwas trottelige oder auch leicht verängstigte Charaktere verkörperte. In mehreren Krimis war das allerdings nur harmlose Fassade und Corrigans Figuren entpuppten sich am Ende als Mörder, etwa in Der dünne Mann kehrt heim (1945) neben William Powell und Myrna Loy. Eine wiederkehrende Rolle hatte er in den 1940ern in der „Boston Blackie“-Kriminalfilmreihe als Millionär Arthur Manleder, der den Privatdetektiv Boston Blackie unterstützt. Weitere Rollen waren etwa der aufbrausende Vater von Gene Tierneys Figur in Fritz Langs Western Rache für Jesse James (1940), der strenge Emmerich Johnson im Film noir The Chase (1946) oder ein abgehalfteter Radioschauspieler, der sich wahlweise als Colonel oder Polizeikommissar ausgibt, in John Farrows Thriller Spiel mit dem Tode (1948).
In den 1950er-Jahren verlegte sich der Charakterdarsteller auf die Arbeit im Fernsehen und hatte in mehreren Serien feste Nebenrollen, so an der Seite von Ray Milland in Meet Mr. McNutley (1953–1955), neben June Havoc in der Sitcom Willy (1954–1955) oder zuletzt als Professor in der Campus-Comedyserie Hank (1965–1966). Die letzten beiden Kinofilme unter Corrigans Mitwirkung waren der Thriller Botschafter der Angst (1962) von John Frankenheimer und die Komödie Eine total, total verrückte Welt (1963) von Stanley Kramer, in letzterer spielte er einen Bürgermeister. Corrigan starb im November 1969 im Alter von 69 Jahren und wurde auf dem Hollywood Forever Cemetery beigesetzt.

## Filmografie (Auswahl)

### Als Schauspieler
- 1925: The Splendid Crime
- 1927: Das gewisse Etwas (It)
- 1939: Die Zehn Gebote (The Great Commandment)
- 1940: High School
- 1940: Der junge Edison (Young Tom Edison)
- 1940: The Lady in Question
- 1940: Überfall auf die Olive Branch (Captain Caution)
- 1940: Rache für Jesse James (The Return of Frank James)
- 1941: A Girl, a Guy, and a Gob
- 1941: Das sind Kerle (Men of Boys Town)
- 1941: Papa braucht eine Frau (Kathleen)
- 1942: Gangsterfalle (Lucky Jordan)
- 1942: Tennessee Johnson
- 1943: Hitler’s Children
- 1943: Stage Door Canteen
- 1943: Tarzan, Bezwinger der Wüste (Tarzan’s Desert Mystery)
- 1944: Die Abenteuer Mark Twains (The Adventures of Mark Twain)
- 1944: Als du Abschied nahmst (Since You Went Away)
- 1944: Der dünne Mann kehrt heim (The Thin Man Goes Home)
- 1946: Der Bandit und die Königin (The Bandit of Sherwood Forest)
- 1946: Die Werwölfin von London (She-Wolf of London)
- 1946: The Chase
- 1948: Abenteuer auf Sizilien (Adventures of Casanova)
- 1948: Spiel mit dem Tode (The Big Clock)
- 1948: Wirbel um Judy (A Date with Judy)
- 1948: Ein Pferd namens October (The Return of October)
- 1949: Venus am Strand (The Girl from Jones Beach)
- 1949: Dancing in the Dark
- 1949: Blondie Hits the Jackpot
- 1949: Zwei Männer und drei Babies (And Baby Makes Three)
- 1950: So ein Pechvogel (When Willie Comes Marching Home)
- 1950: Irma, das unmögliche Mädchen (My Friend Irma Goes West)
- 1950: Der letzte Musketier (Cyrano de Bergerac)
- 1950: Cowboyrache in Oklahoma (Sierra Passage)
- 1951: Sein letzter Verrat (The Last Outpost)
- 1951: Der Todesfelsen von Colorado (New Mexico)
- 1952: Bleichgesicht Junior (Son of Paleface)
- 1953: Ein Lied, ein Kuß, ein Mädel (The Stars Are Singing)
- 1953–1955: Meet Mr. McNutley (Fernsehserie, 17 Folgen)
- 1954–1955: Willy (Fernsehserie, 36 Folgen)
- 1954–1960: The Adventures of Ozzie & Harriet (Fernsehserie, 8 Folgen)
- 1955–1960: Wyatt Earp greift ein (The Life and Legend of Wyatt Earp, Fernsehserie, 6 Folgen)
- 1956: Mickey Mouse Club (The Mickey Mouse Club, Fernsehserie, Folge 1x76)
- 1958: Josh (Wanted: Dead or Alive, Fernsehserie, Folge 1x16)
- 1958–1961: The Real McCoys (Fernsehserie, 3 Folgen)
- 1960: Peter Gunn (Fernsehserie, Folge 3x04)
- 1961: Tausend Meilen Staub (Rawhide, Fernsehserie, Folge 3x25)
- 1961–1963: Lassie (Fernsehserie, 3 Folgen)
- 1962: Have Gun – Will Travel (Fernsehserie, Folge 5x23)
- 1962: Maverick (Fernsehserie, Folge 5x09)
- 1962: Meine drei Söhne (My Three Sons, Fernsehserie, Folge 2x36)
- 1962: Botschafter der Angst (The Manchurian Candidate)
- 1962–1965: Perry Mason (Fernsehserie, 3 Folgen)
- 1963: Eine total, total verrückte Welt (It’s a Mad, Mad, Mad, Mad World)
- 1963: Rauchende Colts (Gunsmoke, Fernsehserie, Folge 9x12)
- 1964: 77 Sunset Strip (Fernsehserie, Folge 6x16)
- 1964–1965: Bonanza (Fernsehserie, 2 Folgen)
- 1965–1966: Hank – Der (un)heimliche Student (Hank, Fernsehserie, 20 Folgen)

### Als Regisseur (komplett)
- 1930: Follow Thru
- 1930: Along Came Youth
- 1931: Daughter of the Dragon
- 1931: Beloved Bachelor
- 1932: No One Man
- 1932: The Broken Wing
- 1933: He Learned About Women
- 1934: La Cucaracha (Kurzfilm)
- 1934: By Your Leave
- 1935: Murder on a Honeymoon
- 1936: Tanzende Piraten (Dancing Pirate)
- 1937: Night Key
- 1937: Lady Behave!

### Als Drehbuchautor (Auswahl)
- 1927: Die Rekord- und Herzensbrecherin (Swim Girl, Swim)
- 1927: Von Braut zu Braut (Wedding Bills)
- 1927: Die Tochter des Scheichs (She’s a Sheik)